# Polycarpaea divaricata
Polycarpaea divaricata är en nejlikväxtart som beskrevs av Jean Louis Marie Poiret och Ernst Gottlieb von Steudel. Polycarpaea divaricata ingår i släktet Polycarpaea och familjen nejlikväxter. Inga underarter finns listade i Catalogue of Life.